# Committee for Skeptical Inquiry
Committee for Skeptical Inquiry (CSI), tiền thân là Committee for the Scientific Investigation of Claims of the Paranormal (CSICOP), là chương trình nằm trong tổ chức giáo dục phi lợi nhuận xuyên quốc gia của Mỹ gọi là Center for Inquiry (CFI), nhằm tìm cách "thúc đẩy điều tra mang tính khoa học, điều tra hàm ý phê phán và sử dụng lý trí để xem xét những lời tuyên bố gây tranh cãi và bất thường." Triết gia Paul Kurtz đề xuất thành lập CSICOP vào năm 1976 dưới dạng tổ chức phi lợi nhuận độc lập (trước khi hợp nhất với CFI trong vai trò là một trong các chương trình của tổ chức này vào năm 2015), để phản bác lại điều mà ông coi là sự chấp nhận và ủng hộ một cách phi lý đối với những câu chuyện nhuốm đầy màu sắc huyền bí của cả giới truyền thông và xã hội nói chung. Vị thế triết học của tổ chức này chính là thuyết hoài nghi khoa học. Những thành viên của CSI bao gồm các nhà khoa học, người đoạt giải Nobel, nhà triết học, nhà tâm lý học, nhà giáo dục và tác giả nổi tiếng. CSI có trụ sở chính tại Amherst, New York.